# Blake Woodruff
Blake Michael Woodruff (Flagstaff, Arizona, 19 de junho de 1995) é um ator norte-americano. Ele é mais conhecido pelo papel de "Mike Baker" nos filmes Doze é Demais 1 e 2.
Blake tem duas irmãs mais velhas, Ayla e Raina e um irmão mais novo, Trevor Woodruff, que também é ator. Decidiu que queria ser ator aos seis anos de idade e em 2003 fez o filme Doze é Demais, após um papel no filme Blind Horizon, no qual não foi creditado. Em 2007, Blake apareceu no filme Reféns do Mal como "David", um garoto da Nova Inglaterra, que é sequestrado por criminosos que esperam receber um grande resgate.

## Filmografia
| Filmes      | Filmes                     | Filmes          | Filmes        |
| Ano         | Filme                      | Papel           | Notas         |
| ----------- | -------------------------- | --------------- | ------------- |
| 2007        | Reféns do Mal              | David Sandborn  |               |
| 2005        | Doze é Demais 2            | Mike Baker      |               |
| 2005        | Back to You and Me         | Jake Martin     |               |
| 2004        | Mr. Ed                     | Danny Pope      |               |
| 2003        | Doze é Demais              | Mike Baker      |               |
| 2003        | Blind Horizon              | Garoto chorando | Não creditado |
| Televisão   |                            |                 |               |
| Ano         | Série                      | Papel           | Notas         |
| 2005 / 2004 | The Young and the Restless | Noah Newman     | 5 episódios   |

## Prêmios e Indicações
| Ano  | Resultado | Premiação           | Indicação             | Filme           |
| ---- | --------- | ------------------- | --------------------- | --------------- |
| 2006 | Indicado  | Young Artist Awards | Melhor Performance    | Doze é Demais 2 |
| 2004 | Venceu    | Young Artist Awards | Melhor Conjunto Jovem | Doze é Demais   |